# Qualifelec
 (décembre 2018).
 (janvier 2018).
Si vous disposez d'ouvrages ou d'articles de référence ou si vous connaissez des sites web de qualité traitant du thème abordé ici, merci de compléter l'article en donnant les références utiles à sa vérifiabilité et en les liant à la section « Notes et références ».
Qualifelec est l'Association professionnelle et technique de qualification des entreprises du génie électrique, énergétique et numérique.
Sa mission principale est de permettre aux particuliers, à la maîtrise d'ouvrage (privée ou publique), à la maîtrise d'œuvre ou encore aux bureaux d'études, de choisir un électricien professionnel pour sécuriser l'exécution de leurs travaux. Elle attribue, à la demande des entreprises du génie électrique, énergétique et numérique, des qualifications et mentions destinées à reconnaître les compétences techniques spécifiques de celles-ci.

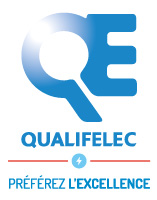
Logo Qualifelec

## Historique
Qualifelec est une association loi 1901, agissant sous protocole d'État, fondée en 1955 à l'initiative des pouvoirs publics et des représentants de la filière électrique. Le protocole de Qualifelec avec les pouvoirs publics, signé le 1er juillet 1955, fixe le cadre et les missions de l'organisme. Ainsi, dans son article 1er, Qualifelec s'engage à :
- centraliser et contrôler les renseignements concernant les activités et les aptitudes professionnelles des entreprises d'équipement électrique, leur potentiel et les travaux qu'elles sont susceptibles d'exécuter dans des conditions techniques satisfaisantes,
- qualifier chaque entreprise en raison de ses références vérifiées et retenues, dans les différentes catégories d'activités de l'équipement électrique et la classer en fonction de ses moyens en personnel et matériel ainsi que de ses possibilités techniques,
- Porter cette documentation à la connaissance des tiers par tous moyens appropriés, tels que publication d'annuaires, liste de références, tec., ainsi qu'en délivrant aux entreprises, sur leur demande, un extrait certifié conforme de leur qualification et de leur classification.

La volonté initiale de réglementer la qualification des professionnels, en pleine reconstruction du pays, s’est transformée, avec le temps, en un outil de valorisation et de reconnaissance des compétences des professionnels électriciens sur le marché.
Depuis le 19 août 1969, Qualifelec est le seul organisme français de qualification à attribuer des qualifications aux entreprises d'électricité.
- 27 mai 1955 : création de Qualifelec, dont le siège est établi au 9 avenue Victoria à Paris (IIIe)
- 1962 : le siège social de Qualifelec est transféré au 99 rue de la Verrerie à Paris (IVe), en même temps que celui de la FNEE (Fédération nationale de l'équipement électrique)
- 1er octobre 1975 : Qualifelec suit la FNEE, qui emménage dans son nouveau siège social, situé au 5 rue Hamelin à Paris (VIIIe), puis s'installe au n° 3 de la même rue en 1992
- 1er septembre 1998 : Qualifelec s'installe dans ses propres bureaux au 109 rue Lemercier, à Paris (XVIIe).

## Composition
Organisme paritaire, Qualifelec est composé de représentants des acteurs majeurs du monde du génie électrique et énergétique, répartis en trois collèges :
- Collège A : représentants des professionnels
- Collège B : représentants des clients et des utilisateurs
- Collège C : représentants des intérêts généraux et des institutionnels

Les membres de ces trois collèges désignent leurs représentants, appelés à participer activement aux procédures de qualification des entreprises, à travers les Comités de Qualification.

## Domaines d'intervention
La nomenclature de Qualifelec est divisée en cinq domaines, qui couvrent l'ensemble des activités liées au secteur de l'électricité :
- les courants forts
- les courants faibles
- les équipements électriques
- les énergies renouvelables
- les infrastructures.

Pour chacun de ces domaines, des indices permettent de connaître le niveau de technicité des entreprises.
En 2024, Qualifelec rassemble 7 800 entreprises qualifiées.